# Nazionale maschile under 21 di calcio di Cipro
La Nazionale di calcio cipriota Under-21 è la rappresentativa calcistica Under-21 di Cipro ed è posta sotto l'egida della CFA. La squadra partecipa alle qualificazioni per il Campionato europeo di categoria che si tiene ogni due anni. L'esordio ufficiale per la nazionale cipriota under 21, è stato nel 1978 contro la Spagna, la gara terminò 0 a 0. La migliore prestazione della nazionale di calcio cipriota Under-21 è stata durante le qualificazioni agli Europei di categoria 2004, tenutesi in Germania, dove arrivò seconda nel proprio girone alle spalle della Francia, sfiorando la qualificazione ai play-off per accedere alla fase finale.

## Partecipazioni ai tornei internazionali

### Europeo U-21
- 1978: Non partecipante
- 1980: Non qualificata
- 1982: Non qualificata
- 1984: Non qualificata
- 1986: Non qualificata
- 1988: Non qualificata
- 1990: Non qualificata
- 1992: Non qualificata
- 1994: Non qualificata
- 1996: Non qualificata
- 1998: Non qualificata
- 2000: Non qualificata
- 2002: Non qualificata
- 2004: Non qualificata
- 2006: Non qualificata
- 2007: Non qualificata
- 2009: Non qualificata
- 2011: Non qualificata
- 2013: Non qualificata
- 2015: Non qualificata
- 2017: Non qualificata
- 2019: Non qualificata

## Gare Ufficiali Recenti Cipro Under 21
| Data              | Città            | Partita                 | Risultato | Marcatori                                    | Allenatore          | Note                        |
| ----------------- | ---------------- | ----------------------- | --------- | -------------------------------------------- | ------------------- | --------------------------- |
| 6 settembre 2002  | Limassol         | Cipro-Francia           | 0-1       |                                              | Sofoullis Stylianou | qualificazioni europei 2004 |
| 19 novembre 2002  | Nicosia          | Cipro-Malta             | 2-0       | Pittakas, Alexandrou                         | Sofoullis Stylianou | qualificazioni europei 2004 |
| 28 marzo 2003     | Larnaca          | Cipro-Israele           | 2-0       | Chrysafi, Kakoyiannis                        | Sofoullis Stylianou | qualificazioni europei 2004 |
| 2 aprile 2003     | Lubiana          | Slovenia-Cipro          | 2-0       |                                              | Sofoullis Stylianou | qualificazioni europei 2004 |
| 30 aprile 2003    | Trapani          | Israele-Cipro           | 0-3       | Antoniou, Alekou, Nikolaou                   | Sofoullis Stylianou | qualificazioni europei 2004 |
| 6 giugno 2003     | Paola            | Malta-Cipro             | 0-1       | Nikolaou                                     | Sofoullis Stylianou | qualificazioni europei 2004 |
| 5 settembre 2003  | Parigi           | Francia-Cipro           | 2-0       |                                              | Sofoullis Stylianou | qualificazioni europei 2004 |
| 11 ottobre 2003   | Larnaca          | Cipro-Slovenia          | 4-0       | Nikolaou (3), Chrysafi                       | Sofoullis Stylianou | qualificazioni europei 2004 |
| 3 settembre 2004  |                  | Irlanda-Cipro           | 3-0       |                                              |                     | qualificazioni europei 2006 |
| 7 settembre 2004  |                  | Israele-Cipro           | 1-0       |                                              |                     | qualificazioni europei 2006 |
| 12 ottobre 2004   |                  | Cipro-Francia           | 0-1       |                                              |                     | qualificazioni europei 2006 |
| 16 novembre 2004  |                  | Cipro-Israele           | 0-1       |                                              |                     | qualificazioni europei 2006 |
| 29 marzo 2005     |                  | Svizzera-Cipro          | 3-0       |                                              |                     | qualificazioni europei 2006 |
| 6 settembre 2005  |                  | Cipro-Svizzera          | 1-5       |                                              |                     | qualificazioni europei 2006 |
| 7 ottobre 2005    |                  | Cipro-Irlanda           | 1-1       |                                              |                     | qualificazioni europei 2006 |
| 11 ottobre 2005   |                  | Francia-Cipro           | 2-0       |                                              |                     | qualificazioni europei 2006 |
| 16 agosto 2006    | Barysaw          | Bielorussia-Cipro       | 1-0       |                                              | Antros Kouloumbris  | qualificazione europei 2007 |
| 2 settembre 2006  | Achna            | Cipro-Repubblica Ceca   | 0-2       |                                              | Antros Kouloumbris  | qualificazioni europei 2007 |
| 22 agosto 2007    | Grindavik        | Islanda-Cipro           | 0-1       | Demetriou                                    |                     | qualificazioni europei 2009 |
| 12 ottobre 2007   | Schwaz           | Austria-Cipro           | 2-1       | Demetriou                                    |                     | qualificazioni europei 2009 |
| 16 ottobre 2007   | Senec            | Slovacchia-Cipro        | 4-1       | Aristidou                                    |                     | qualificazioni europei 2009 |
| 16 novembre 2007  | Paralimni        | Cipro-Slovacchia        | 1-2       | Avraam                                       |                     | qualificazioni europei 2009 |
| 20 novembre 2007  | Achna            | Cipro-Austria           | 1-2       | Sielis                                       |                     | qualificazioni europei 2009 |
| 6 febbraio 2008   | Paphos           | Cipro-Islanda           | 2-0       | Panagi, Sielis                               |                     | qualificazioni europei 2009 |
| 26 marzo 2008     | Paphos           | Cipro-Belgio            | 0-2       |                                              |                     | qualificazioni europei 2009 |
| 9 settembre 2008  | Mons             | Belgio-Cipro            | 3-2       | Avraam, Vattis                               |                     | qualificazioni europei 2009 |
| 7 giugno 2009     | Koprivnica       | Croazia-Cipro           | 0-2       | Koloukodias (2)                              | George Pippiros     | qualificazioni europei 2011 |
| 12 agosto 2009    | Famagosta        | Cipro-Norvegia          | 1-3       | Efrem                                        | Savvas Paraskevas   | qualificazioni europei 2011 |
| 9 settembre 2009  | Senica           | Slovacchia-Cipro        | 1-0       |                                              | Savvas Paraskevas   | qualificazioni europei 2011 |
| 9 ottobre 2009    | Novi Sad         | Serbia-Cipro            | 2-0       |                                              | Savvas Paraskevas   | qualificazioni europei 2011 |
| 14 ottobre 2009   | Famagusta        | Cipro-Slovacchia        | 0-1       |                                              | Savvas Paraskevas   | qualificazioni europei 2011 |
| 14 novembre 2009  | Papos            | Cipro-Croazia           | 1-2       | Christofi                                    | Savvas Paraskevas   | qualificazioni europei 2011 |
| 3 marzo 2010      |                  | Cipro-Ucraina           | 1-1       |                                              | Savvas Paraskevas   | amichevole                  |
| 10 agosto 2010    |                  | Cipro-Israele           | 1-2       |                                              | Savvas Paraskevas   | amichevole                  |
| 3 settembre 2010  | Aalesund         | Norvegia-Cipro          | 1-3       | Sielis, Pittaras (2)                         | Savvas Paraskevas   | qualificazioni europei 2011 |
| 7 settembre 2010  | Famagosta        | Cipro-Serbia            | 1-3       | Efrem                                        | Savvas Paraskevas   | qualificazione europei 2011 |
| 17 novembre 2010  |                  | Cipro-Malta             | 1-0       |                                              | Savvas Paraskevas   | amichevole                  |
| 9 febbraio 2011   | Larnaca          | Cipro-Irlanda           | 0-0       | -                                            | Savvas Paraskevas   | amichevole                  |
| 29 marzo 2011     | Nicosia          | Cipro-San Marino        | 6-0       | Michail (3), Dimosthenous, Demetriou, Sielis | Savvas Paraskevas   | qualificazioni europei 2013 |
| 9 agosto 2011     | Karlsruhe        | Germania-Cipro          | 4-1       | Mytidis                                      | Savvas Paraskevas   | qualificazioni europei 2013 |
| 2 settembre 2011  | Achnas           | Cipro-Grecia            | 0-2       | -                                            | Savvas Paraskevas   | qualificazioni europei 2013 |
| 6 settembre 2011  | Skopje           | Macedonia-Cipro         | 3-1       | Ione                                         | Savvas Paraskevas   | amichevole                  |
| 7 ottobre 2011    | Larnaca          | Cipro-Bielorussia       | 1-3       | Mytidis                                      | Savvas Paraskevas   | qualificazioni europei 2013 |
| 11 ottobre 2011   | Zenica           | Bosnia Erzegovina-Cipro | 5-1       | Pittaras                                     | Savvas Paraskevas   | qualificazioni europei 2013 |
| 12 novembre 2011  | Achnas           | Cipro-Bosnia Erzegovina | 2-1       | Mytidis, autorete                            | Savvas Paraskevas   | qualificazioni europei 2013 |
| 15 novembre 2011  | Paralimni        | Cipro-Germania          | 0-3       | -                                            | Savvas Paraskevas   | qualificazioni europei 2013 |
| 29 febbraio 2012  | Serravalle       | San Marino-Cipro        | 1-2       | Killas, Alkiviadou                           | Savvas Paraskevas   | qualificazioni europei 2013 |
| 15 agosto 2012    | Minsk            | Bielorussia-Cipro       | 0-3       | Englezou, Mytidis, autorete                  | Savvas Paraskevas   | qualificazioni europei 2013 |
| 10 settembre 2012 | Atene            | Grecia-Cipro            | 1-0       | -                                            | Savvas Paraskevas   | qualificazioni europei 2013 |
| 25 marzo 2013     | Heverlee         | Belgio-Cipro            | 2-0       | -                                            | Savvas Paraskevas   | qualificazioni europei 2015 |
| 30 maggio 2013    | Nicosia          | Cipro-Irlanda del Nord  | 3-0       | Roushias, Theodorou, Soteriou                | Savvas Paraskevas   | qualificazioni europei 2015 |
| 13 agosto 2013    | Berceni          | Romania-Cipro           | 0-2       | Englezou, Thalassitis                        | Savvas Paraskevas   | amichevole                  |
| 5 settembre 2013  | Gornji Milanovac | Serbia-Cipro            | 2-1       | Kyriakou                                     | Apostolos Makridis  | qualificazione europei 2015 |
| 9 settembre 2013  | Nicosia          | Cipro-Italia            | 0-2       |                                              | Apostolos Makridis  | qualificazione europei 2015 |
| 11 ottobre 2013   | Achnas           | Cipro-Serbia            | 2-1       | Froxilias, Thalassitis                       | Apostolos Makridis  | qualificazione europei 2015 |
| 19 novembre 2013  | Lurgan           | Irlanda del Nord-Cipro  | 1-0       |                                              | Apostolos Makridis  | qualificazione europei 2015 |
| 5 marzo 2014      | ?                | Cipro-Lettonia          | 1-0       | Kyriakou                                     | Apostolos Makridis  | amichevole                  |

### Statistiche Cipro Under 21
| Gare disputate | Vinte | Pareggiate | Perse |
| -------------- | ----- | ---------- | ----- |
| 132            | 31    | 12         | 89    |

Aggiornato: 6 maggio 2014